# Complexe hollandais
Cet article possède un paronyme, voir Maladie hollandaise.
Le « complexe hollandais » fut le nom donné par Pierre Moussa, directeur des affaires économiques et du Plan, à la bonne performance économique néerlandaise au début des années 1950, consécutif à la perte par les Pays-Bas de ses colonies indonésiennes.

## Genèse du complexe hollandais
Les conséquences de la perte des Indes hollandaises, furent le réinvestissement des capitaux coloniaux dans l’économie des Pays-Bas ainsi que le redéploiement des dépenses publiques sur la métropole néerlandaise.
Il est apparu dès le milieu des années 1950 que la perte de l’Indonésie fut bénéfique pour l’économie néerlandaise, qui connut alors une expansion économique notable.[évasif]

## Effets des décolonisations sur la France
Selon Jacques Marseille, les décolonisations eurent un effet positif sur l'économie des puissances coloniales. Dans une thèse datée de 1984, Empire colonial et capitalisme français, histoire d’un divorce, Jacques Marseille critique sévèrement le bilan économique de l’empire colonial français. Il note que les produits importés des colonies n’étaient ni moins chers ni rares, ce qui remet partiellement en cause la thèse du « pillage » colonial.
En France, le journaliste Raymond Cartier (du journal Paris Match) évoquait ce problème dès 1956, en écrivant sur l’Afrique : « La France, c’est vrai, ne se passerait pas d’elle (l’Afrique noire) sans une crise assez pénible de réadaptation, mais l’Afrique noire privée de son pilier français s’écroulerait instantanément dans la misère et le chaos....(Mais) il est impossible de ne pas se demander s’il n'eût pas mieux valu construire à Nevers l’hôpital de Lomé, à Tarbes le lycée de Bobo-Dioulasso et si l’asphalte de la route réalisée par l’entreprise Razel au Cameroun ne serait pas plus judicieusement employé sur quelque chemin départemental à grande communication ».[réf. nécessaire]
À propos des Pays-Bas, Raymond Cartier écrit : « la Hollande ne serait peut-être pas dans la même situation si, au lieu d’assécher son Zuyderzee et de moderniser ses usines, elle avait dû construire des chemins de fer à Java, couvrir Sumatra de barrages, subventionner les clous de girofle des Molluques et payer des allocations familiales aux polygames de Bornéo ». [réf. nécessaire]
Les décolonisations se seraient traduites également en France par un complexe hollandais[évasif] dont le principal moteur aurait été la réorientation de son commerce vers la Communauté européenne à Six, marché plus dynamique qui aurait tiré l’industrie française durant les années 1960. Le développement économique des métropoles aurait été affecté par l’investissement d’importants volumes de capitaux vers les colonies alors qu’ils auraient pu être investis en métropole. [réf. nécessaire]
De Gaulle avait d’ailleurs déclaré en 1961 : « c’est un fait : la décolonisation est notre intérêt et, par conséquent, notre politique ».